# Norwood (Geòrgia)
Norwood és una població dels Estats Units a l'estat de Geòrgia. Segons el cens del 2000 tenia 299 habitants.

## Demografia
Segons el cens del 2000, Norwood tenia 299 habitants, 126 habitatges, i 82 famílies. La densitat de població era de 140,8 habitants/km².
Dels 126 habitatges en un 26,2% hi vivien nens de menys de 18 anys, en un 40,5% hi vivien parelles casades, en un 19,8% dones solteres, i en un 34,9% no eren unitats familiars. En el 31% dels habitatges hi vivien persones soles el 19% de les quals corresponia a persones de 65 anys o més que vivien soles. El nombre mitjà de persones vivint en cada habitatge era de 2,37 i el nombre mitjà de persones que vivien en cada família era de 2,99.
Per edats la població es repartia de la següent manera: un 21,1% tenia menys de 18 anys, un 10% entre 18 i 24, un 24,7% entre 25 i 44, un 22,4% de 45 a 60 i un 21,7% 65 anys o més.
L'edat mediana era de 42 anys. Per cada 100 dones de 18 o més anys hi havia 80,2 homes.
La renda mediana per habitatge era de 25.000 $ i la renda mediana per família de 25.909 $. Els homes tenien una renda mediana de 18.542 $ mentre que les dones 15.750 $. La renda per capita de la població era d'11.597 $. Entorn del 22,6% de les famílies i el 20,8% de la població estaven per davall del llindar de pobresa.

## Poblacions més properes
El següent diagrama mostra les poblacions més properes.